# جیمز بلانت
جیمز هیلر بلانت (به انگلیسی: James Hillier Blount) (زاده ۲۲ فوریه ۱۹۷۴) آهنگساز و ترانه‌سرای انگلیسی است. آلبوم آغازین او به‌نام بازگشت به بدلَم (۲۰۰۴) و ترانه‌هایی مانند «تو زیبایی» و «بدرود عشقم» باعث شهرت او شدند. «تو زیبایی» در زمان انتشارش در ایالات متحدهٔ آمریکا صدرنشین جدول ۱۰۰ تک‌آهنگ داغ بیلبورد شد. آخرین خوانندهٔ انگلیسی که پیش از بلانت به چنین موفقیتی رسیده بود التون جان در سال ۱۹۹۷ بود.
بلانت پیش از آن‌که به خوانندگی بپردازد به‌عنوان افسر گارد نگهبانی ارتش بریتانیا خدمت می‌کرد و در زمان درگیری‌های سال ۱۹۹۹ کوزوو به آن‌جا فرستاده شده بود. او در طول جنگ کوزوو با گروه پزشکان بدون مرز آشنا شد و از آن دوران به بعد همواره از این گروه (به خصوص در کنسرت‌هایش) حمایت کرده‌است.

## ابتدای زندگی
جیمز بلانت در یک بیمارستان نظامی در شهرک تیدوورث در شهرستان ویلتشر بریتانیا متولد شد. او یک برادر و خواهر کوچک‌تر از خودش دارد. بیشتر دوران کودکی بلانت در سنت مری بوران همپشر سپری شد اما مدتی از آن هم در قبرس و آلمان گذشت چرا که پدرش به عنوان یک سرهنگ نیروی هوایی بریتانیا مدام و در زمان‌های مختلف به کشورهای گوناگونی فرستاده می‌شد.
زمانی که پدرش متوجه علاقهٔ بلانت به خلبانی شد، او را آموزش داد و جیمز در ۱۶ سالگی مجوز پرواز را دریافت کرد. خانوادهٔ بلانت تاریخچهٔ خدمات نظامی بسیار طولانی‌ای دارند که به قرن ۱۰اُم میلادی بازمی‌گردد.
بلانت در جوانی پیانو، ویولن و گیتار را فرا گرفت و مدرک کارشناسی‌اش از دانشگاه بریستول را با پایان‌نامه‌ای با عنوان «کالاانگاری وجهه - تولید یک بُت پاپ» دریافت کرد. پس از آن با بورس تحصیلی ارتش وارد آکادمی سلطنتی نظامی سندهرست شد. او با درجهٔ «کاپیتان» به‌عنوان یکی از نیروهای حافظ صلح ناتو در جنگ کوزوو خدمت کرد و در اکتبر ۲۰۰۲ فعالیت نظامی‌اش را به‌عنوان عضوی از هنگ محافظ زندگی در سواره‌نظام بریتانیا به پایان رساند.

## فعالیت موسیقی

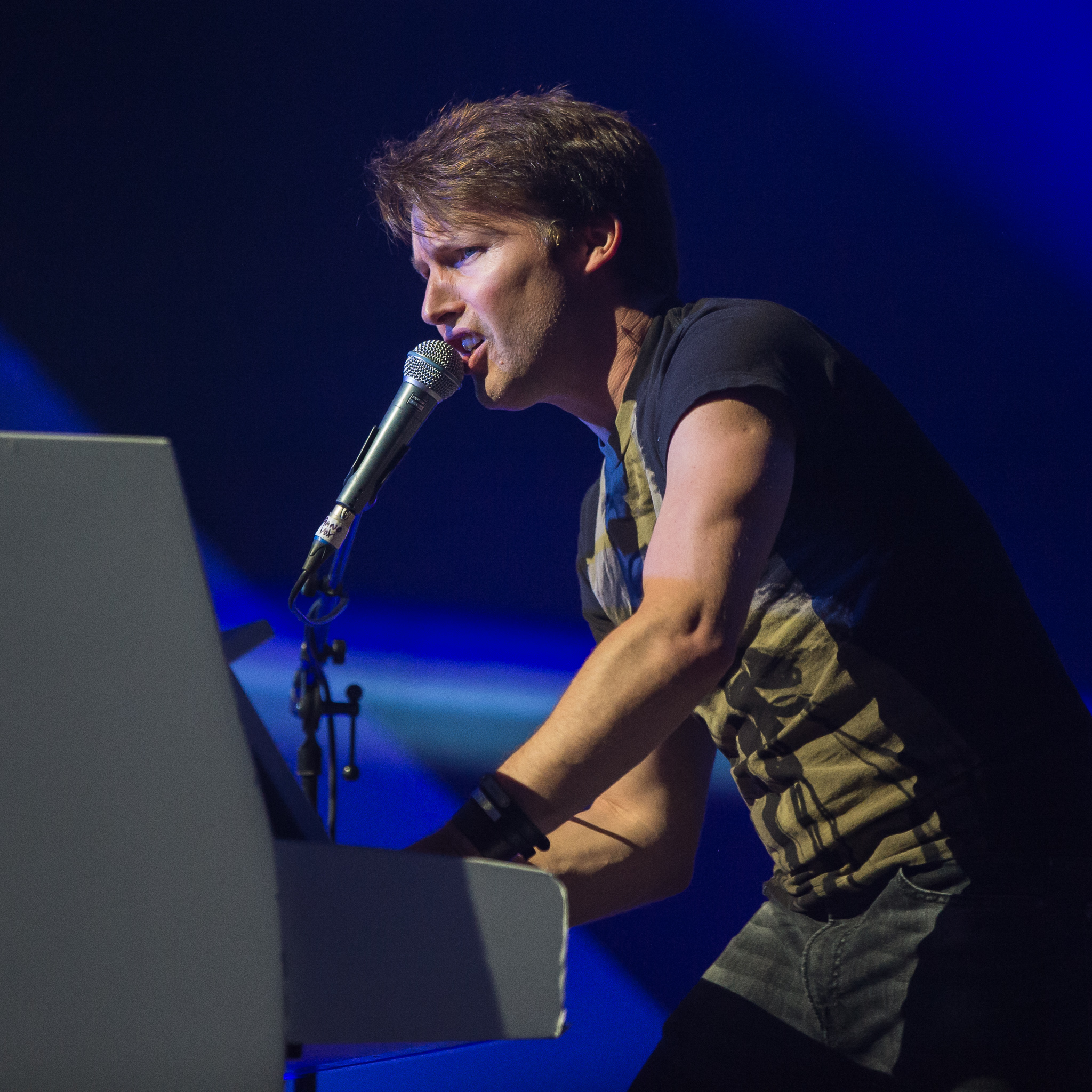
جیمز بلانت آهنگساز، ترانه سرا و خلبان بریتانیایی

### بازگشت به بدلام
در سال ۲۰۰۴ بلانت برای شرکت در فستیوال موسیقی SXSW به آستین تگزاس رفت. زمانی که در هتل مشغول اجرای قطعهٔ «تو زیبایی» بود توجه لیندا پری (خوانندهٔ سابق فور نان بلاندز و تهیه‌کنندهٔ موسیقی) به او جلب شد. این اتفاق باعث شد بلانت قراردادی با شرکت کاستارد کوردز (متعلق به لیندا پری) امضا کند و در اکتبر همان‌سال اولین آلبوم استودیویی او با نام بازگشت به بدلام به‌صورت مشترک توسط کاستارد و آتلانتیک رکوردز منتشر شد.
بازگشت به بدلام در آغاز انتشارش در بریتانیا مورد توجه قرار نگرفت به شکلی که در هفتهٔ اول فقط ۴۸۲ نسخه از آن به‌فروش رسید. اما این ناکامی دوام زیادی نداشت و به‌لطف پخش مکرر «تو زیبایی» از ایستگاه‌های رادیویی، آلبوم وارد جدول‌های موسیقی شد و پُروفروش‌ترین آلبوم سال ۲۰۰۵ و دههٔ ۲۰۰۰ میلادی بریتانیا شد. بازگشت به بدلام در زمان انتشارش در سوئیس، آلمان، اتریش، بلژیک، سوئد، نروژ، دانمارک، استرالیا، نیوزیلند و کانادا شمارهٔ ۱ جدول پرفروش‌ترین آلبوم‌ها شد و در تمام دنیا ۱۷ میلیون نسخه از آن به‌فروش رسید. این در حالی بود که دو تک‌آهنگ «تو زیبایی» و «بدرود عشقم» از آن آلبوم در مجموع ۲۰ میلیون نسخه فروختند.

## زندگی شخصی
در ۶ سپتامبر ۲۰۱۴، بلانت با الکساندرینا «سوفیا» ولزلی، دختر لرد جان هنری ولزلی و نوهٔ بزرگ دوک ولینگتون ازدواج کرد.

## آلبوم‌شناسی
- بازگشت به بدلام ۲۰۰۵
- همه روح‌های گمشده ۲۰۰۷
- Some Kind of Trouble 2010
- Moon Landing2013
- the after love 2017
- Once upon a mind 2019